# Miloš Mihajlov
 Miloš Mihajlov  (cu caractere chirilice: Милош Михајлов; n. 15 decembrie 1982 în Belgrad) este un fotbalist sârb care joacă pentru clubul Changchun Yatai pe postul de fundaș central.
Mihajlov a mai jucat pentru FK Partizan și Konyaspor înainte de transferul la FC Politehnica Iași în septembrie 2009.